# Vertara
Vertara (łac. Diocesis Vertarensis) – stolica historycznej diecezji w Cesarstwie rzymskim w prowincji Afryka Prokonsularna, sufragania metropolii Kartagina. Współcześnie w Tunezji. Obecnie katolickie biskupstwo tytularne.

## Biskupi tytularni
| Lp. | Biskup                      | Funkcja                                 | Od                   | Do                   |
| --- | --------------------------- | --------------------------------------- | -------------------- | -------------------- |
| 1   | Julián Herranz Casado       | urzędnik Kurii Rzymskiej                | 15 grudnia 1990      | 21 października 2003 |
| 2   | John Michael Miller         | biskup pomocniczy Vancouver (Kanada)    | 25 listopada 2003    | 1 czerwca 2007       |
| 3   | Cástor Oswaldo Azuaje Pérez | biskup pomocniczy Maracaibo (Wenezuela) | 30 czerwca 2007      | 3 kwietnia 2012      |
| 4   | Marcony Vinícius Ferreira   | biskup pomocniczy Brasílii (Brazylia)   | 19 lutego 2014       | 12 marca 2022        |
| 5   | Emmanuel Tois               | biskup pomocniczy Paryża (Francja)      | 17 października 2023 |                      |